# Schizocosa chiricahua
Schizocosa chiricahua är en spindelart som beskrevs av Charles Denton Dondale och James H. Redner 1978. Schizocosa chiricahua ingår i släktet Schizocosa och familjen vargspindlar. Inga underarter finns listade i Catalogue of Life.